# Le Soulier qui vole (album)
 (mai 2019).
Si vous disposez d'ouvrages ou d'articles de référence ou si vous connaissez des sites web de qualité traitant du thème abordé ici, merci de compléter l'article en donnant les références utiles à sa vérifiabilité et en les liant à la section « Notes et références ».
Pour les articles homonymes, voir Le Soulier qui vole (homonymie).
Albums de Chantal Goya
La Forêt magique
(1980) La Planète merveilleuse...en public
(1983)
Le Soulier qui vole est le deuxième [réf. souhaitée] album live de la chanteuse Chantal Goya. Il est sorti en 1981 et est l'enregistrement en public du conte musical du même nom donné au Palais des Congrès de Paris[réf. nécessaire].